# Hermann Balle
Hermann Balle (* 1. März 1937 in Stuttgart) ist ein deutscher Zeitungsverleger und Herausgeber.

## Werdegang
Balle kam als Sohn des Steuerinspektors Franz Balle und dessen Ehefrau Maria, geborene Gloning, zur Welt. Aufgrund der Versetzung des Vaters verzog die Familie 1938 nach Geislingen an der Steige. Er besuchte dort von 1943 bis 1947 die Volksschule, wechselte dann auf die Oberschule für Jungen, an der er 1956 das Abitur ablegte.
Er war zunächst ein Jahr beim Finanzamt Geislingen tätig. Im Mai 1957 nahm er an der Universität Tübingen ein Studium in den Fächern Geschichte, Politische Wissenschaften, Englisch und Philosophie auf. Seit 1957 ist er Mitglied der katholischen Studentenverbindung AV Cheruskia Tübingen im CV. Zum Sommersemester 1959 ging er an die Universität München und legte dort im Mai 1960 das Philosophikum ab. Zur Vorbereitung seiner Dissertation bei Waldemar Besson kehrte er nach Tübingen zurück. Nach einem weiteren Semester in München, schrieb Balle sich im November 1962 an der Universität Erlangen-Nürnberg ein, wohin sein Doktorvater Besson zwischenzeitlich gewechselt war. An deren Philosophischer Fakultät promovierte er im Herbst 1963.
Im Juni 1962 heiratete er Christa Huber, Tochter des Straubinger Verlegers Georg Huber, und trat 1963 in die Leitung der Zeitungsgruppe Straubinger Tagblatt/Landshuter Zeitung ein. Er war dort zunächst als Journalist und Verlagskaufmann tätig. Nach dem Rückzug von Georg Huber leitete Balle ab 1980 gemeinsam mit seiner Ehefrau das Unternehmen. Im September 1987 ging das Straubinger Lokalradio AWN auf Sendung, 1990 wurde mit Landshut aktuell das erste kostenlose Anzeigenblatt lanciert, seit Dezember 1996 ist die Zeitungsgruppe im Internet präsent. Zusammen mit seinem Sohn Martin führt er seit 2002 die operativen Geschäfte des Verlages. 
Balle war Mitglied des Aufsichtsrats der Deutschen Presseagentur (dpa) und erster Vorsitzender des Verbandes bayerischer Verleger. Er gehörte dem Präsidium der Akademie der Bayerischen Presse an. Seit dem 9. Juli 2004 ist er als Vertreter des Bundesverbandes Deutscher Zeitungsverleger Mitglied im Fernsehrat des ZDF.

## Ehrungen
- 12. März 2004: Ehrenbürger der Stadt Straubing
- 2009: Medienpreis Nachwachsende Rohstoffe
- 2012: Verdienstkreuz 1. Klasse der Bundesrepublik Deutschland

## Schriften
- Die propagandistische Auseinandersetzung des Nationalsozialismus mit der Weimarer Republik und ihre Bedeutung für den Aufstieg des Nationalsozialismus, Erlangen-Nürnberg, Philosophische Fakultät, Dissertation vom 7. Oktober 1963